# Дабижа, Наталья Борисовна
Наталья Борисовна Дабижа (род. 11 апреля 1948 г.) — советский и российский режиссёр-мультипликатор, художник-мультипликатор, работающий в кукольной мультипликации. Заслуженный деятель искусств Российской Федерации (1996).

## Биография
В 1967 году окончила Театральное художественно-техническое училище по специальности художник по куклам.
В 1967—1969 годах работала в Центральном театре кукол С. В. Образцова.

С 1969 года — художник-мультипликатор кукольных фильмов на киностудии «Союзмультфильм», с 1982 — режиссёр объёмной мультипликации (в 1991—2000 — на студии «Кристмас Филмз», позже — на ФГУП «Киностудия „Союзмультфильм“»). Выступает как соавтор сценариев всех своих фильмов (в титрах большинства из них не указана). Преподавала мультипликацию на курсах художников-мультипликаторов при «Союзмультфильме» в 1979—1980 годах. Сотрудничала с художниками Е. А. Боголюбовой, Е. Ю. Гагариной, Н. Н. Виноградовой и другими. 
Режиссёр серии мультфильмов - Свирепый Бамбр (1988-1991).
Большим успехом режиссёра стал фильм-опера «Севильский цирюльник» (1994, художник Нина Виноградова) по мотивам комедии Бомарше на музыку Моцарта, фонограмму к фильму записали солисты, хор и оркестр Уэлльской национальной оперы. Фильм получил семь высших наград в разных странах, в том числе приз «Ника и Гран-при МКФ «Крок-95». 
Работала в качестве художник-мультипликатора на фильмах других режиссёров. За участие в картине «Зимняя сказка» (1994) получила премию Emmy как лучший аниматор года.
Входила в состав правления киностудии «Союзмультфильм». Учредитель и член правления РОО «Объединение „Союзмультфильм“». Член Академии кинематографических искусств «Ника». Член АСИФА. 
Снялась в документальных сериалах «Союзмультфильм — сказки и были» (серии «Старые стены», 2003; «Сказки старого Арбата», 2004; «Искусство с женской душой», 2004), «Куклы в мире людей» (серия «Сценарий для Буратино», 2005), «Фабрика чудес» (серия «Аниматор», 2006)

## Награды
- Заслуженный деятель искусств Российской Федерации (30 августа 1996 года) — за заслуги в области искусства[2]
- Благодарность Министерства культуры Российской Федерации (7 сентября 2012 года) — за большой вклад в развитие анимационного кино, многолетнюю плодотворную работу и в связи со 100-летним юбилеем российской анимации[3]

## Награды на фестивалях
- «Ваня и крокодил» (1984) — первый приз на Московском фестивале молодых кинематографистов[1].
- «Одинокий рояль» (1986) — приз за лучшее изобразительное решение на МКФ в Португалии (художник Аркадий Мелик-Саркисян)
- «Севильский цирюльник» (1994) — семь высших наград в разных странах, в том числе приз «Ника» и Гран-при МКФ «Крок-95»[1]
- «Авраам» (1995) — приз за лучшую анимацию на Открытом российском фестивале анимационного кино в Тарусе[1].
- «Дерево с золотыми яблоками» (1999) — приз за лучшую анимацию на Открытом российском фестивале анимационного кино в Тарусе[1].
- «Дерево с золотыми яблоками» (1999) — диплом VIII МКФ «КРОК»: за высокий уровень кукольной анимации.[4]
- «О рыбаке и рыбке» — ОРФАК Суздаль-2003: Приз «За оригинальное режиссёрское и изобразительное решение в экранизации всем известной сказки».[5]
- «О рыбаке и рыбке» — приз и диплом X МКФ "Крок" в категории "Фильмы для детей".[6]

## Фильмография

### Режиссёр
- 1983 — «Мышонок и кошка» (Весёлая карусель № 13)
- 1984 — «Ваня и крокодил»
- 1986 — «Одинокий рояль»
- 1988 — «Свирепый Бамбр»
- 1990 — «По следам Бамбра»
- 1990 — «Коллаж»
- 1991 — «Ловушка для Бамбра»
- 1994 — «Севильский цирюльник»
- 1996 — «Авраам»
- 1999 — «Дерево с золотыми яблоками»
- 2003 — «О рыбаке и рыбке»
- 2005 — «История любви одной лягушки»

### Художник-мультипликатор
- 1970 — Сказка о живом времени
- 1971 — Чебурашка
- 1972 — Мастер из Кламси
- 1972 — Ветерок
- 1973 — Немухинские музыканты
- 1973 — Митя и Микробус
- 1974 — Ваня Датский
- 1974 — Шапокляк
- 1975 — Новогодний ветер
- 1975 — Поезд памяти (в титрах ошибочно указан как Н. Добижа)
- 1975 — Садко богатый
- 1976 — Будь здоров, зелёный лес!
- 1976 — Ночь весны
- 1977 — Лоскуток
- 1977 — Тайна запечного сверчка
- 1977 — 38 попугаев. Как лечить удава?
- 1978 — Бедная Лиза
- 1979 — Пер Гюнт
- 1979 — Волшебное озеро
- 1980 — Разлучённые
- 1981 — Балаган
- 1981 — Как будто
- 1982 — Каша из топора
- 1982 — Как старик наседкой был
- 1983 — Боцман и попугай. выпуск № 2
- 1983 — Конфликт
- 1983 — Мышонок и кошка (Весёлая карусель № 13)
- 1983 — Чебурашка идёт в школу
- 1984 — Ваня и крокодил
- 1985 — 38 попугаев. Великое закрытие
- 1985 — Слонёнок заболел
- 1986 — Одинокий рояль
- 1987 — Большой подземный бал
- 1987 — Исчезатель
- 1987 — Счастливый Григорий
- 1988 — Свирепый Бамбр
- 1988 — Три лягушонка (выпуск № 2)
- 1989 — Пришелец в капусте
- 1990 — По следам Бамбра
- 1991 — Ловушка для Бамбра
- 1992 — Шекспир: Великие комедии и трагедии. Буря
- 1994 — Шекспир: Великие комедии и трагедии. Зимняя сказка
- 1994 — Севильский цирюльник
- 1996 — Авраам
- 2001 — Аль-Фатиха. Мусульманская молитва
- 2003 — О рыбаке и рыбке
- 2005 — История любви одной лягушки
- 2011 — Слышите